# Thomas Pietzsch
Fritz Thomas Pietzsch (* 12. September 1952 in Burgstädt) ist ein deutscher Politiker (CDU). Er war von 1990 bis 2008 Mitglied des Sächsischen Landtags.

## Werdegang
Pietzsch verbrachte seine Schul- und Jugendzeit in Königshain, Maxen und Karl-Marx-Stadt (Chemnitz). Nach dem Abitur nahm er in Karl-Marx-Stadt ein Studium im Fach „Physik/Elektronische Bauelemente“ auf, das er erfolgreich abschloss. Anschließend war er im Kondensatorenwerk Freiberg, im VEB BMK Süd KBI Zwickau sowie im VEB Sachsenring Zwickau beschäftigt. 1990 trat Pietzsch in die CDU ein. Bei der Wahl zur Volkskammer im März 1990 war er stellvertretender Wahlleiter in Zwickau. 
Im Oktober 1990 wurde Pietzsch Mitglied des Sächsischen Landtages und 1991 sächsischer Landesvorsitzender der Christlich-Demokratischen Arbeitnehmerschaft. Er zog stets über ein Direktmandat in den Landtag ein und vertrat zuletzt den Wahlkreis Zwickau. Er war Mitglied im Innen- und Wirtschaftsausschuss. Von 2001 bis 2004 war Pietzsch zudem stellvertretender Fraktionsvorsitzender.
Im Herbst 2007 geriet Pietzsch wegen des Besitzes kinderpornografischer Schriften in das Visier der Ermittler. Im Rahmen einer bundesweiten Aktion gegen Kinderpornografie wurde sein privater Computer sichergestellt. Anschließend wurde von der Staatsanwaltschaft Zwickau ein Strafverfahren gegen Pietzsch eingeleitet. 
Anfang Februar 2008 legte Pietzsch sein Amt als Landtagsabgeordneter nieder. Offiziell wurde dieser Schritt mit gesundheitlichen Problemen begründet.
Ende April 2008 akzeptierte Pietzsch einen Strafbefehl über 100 Tagessätze zu 50 Euro. Trotz des rechtskräftigen Strafbefehls bestreitet Pietzsch seine Schuld. Er habe lediglich als innenpolitischer Experte zum Thema Kinderpornografie im Internet recherchieren wollen.